# 瓦伊圖納斯湖
12°55′04″S 65°31′06″W / 12.91778°S 65.51833°W
瓦伊圖納斯湖是玻利維亞的湖泊，由貝尼省負責管轄，長35公里、寬16公里，面積329.5平方公里，海拔高度146米，湖岸線長度165公里，湖中有2座島嶼。